# Верма, Индер
Индер Верма (Inder Mohan Verma, род. 28 ноября 1947, Сангрур, Индия) — индийско-американский молекулярный биолог, онколог и генетик. Бывший многолетний сотрудник Salk Institute, член Национальных Академии наук (1997) и Медицинской академии (1999) США, а также Американского философского общества (2006), иностранный член Индийской национальной академии наук (2005).

## Биография
Степень магистра получил в индийском Лакхнауском университете, а доктора философии по биохимии — в израильском Институте Вейцмана в 1971 году.
С того же года являлся постдоком в лаборатории Нобелевского лауреата Дейвида Балтимора в Массачусетском технологическом институте.
Затем, в 1974 году, поступил в штат Salk Institute, где основал собственную лабораторию.
Ушёл в отставку оттуда в 2018 году после обвинений в сексуальном харрасменте.
Его постдоком был Чжицзянь Чэнь.
В 2000 году четвёртый президент American Society of Gene Therapy и основатель его журнала Molecular Therapy, шеф-редактором которого также состоял первые пять лет.
C 2001 года член редколлегии, а с 2011 года по май 2018 года главред PNAS.
Член Американской академии искусств и наук (2000), Академии Американской ассоциации исследований рака (2014), Американской академии микробиологии (1997), Американской ассоциации содействия развитию науки (2004), TWAS (1995), иностранный член EMBO (1998).

## Награды
- NIH MERIT award[англ.] (1987)
- Outstanding Investigator Award, NIH (1988)
- Cozzarelli Prize (2007)
- Lifetime Achievement Award, American Association of Indian Scientists in Cancer Research (2008)
- Vilcek Prize in Biomedical Sciences[англ.] (2008)
- Outstanding Achievement Award, American Society of Gene and Cell Therapy (2009, второй удостоенный)[6]
- Spector Prize Колумбийского университета (2010)[8]
- Robert J. and Claire Pasarow Foundation Medical Research Award[англ.] in Cancer Research (2010, совместно с Брайаном Друкером)[9]
- Clifford Prize for Cancer Research (2015)[10]